# Agriwulf
|  | No s'ha de confondre amb Agilulf. |

Agilulf, Aguiulf o Agriwulf (? - 457), fou rei dels sueus des del 456 fins a la seva mort. Un cop executat el rei Requiari el 456, va usurpar el tron i va governar la Gal·lècia.
De possible origen got, tot i que, el cronista got Jordanes no el considerava got sino part dels varins. L'any 448 estaria al bàndol sueu ja que executa al comes Censori a Sevilla, presoner del rei sueu Requila. En algun moment passaria al bàndol got ja que Hidaci menciona que quan Teodoric II marxa cap a Mèrida per assegurar el control de la regió després de la derrota sueva en la batalla del riu Órbigo i la posterior execució del rei sueu Requiari l'any 456, Agilulf deserta per establir la seva residència a la Gal·lècia.
El seu comportament tirànic provoca la sublevació dels sueus i la seva mort el mes de juny de 457 a mans de Maldras a la ciutat de Porto.